# Karen Gyldenstierne
Karen Gyldenstierne, född 1544, död 1613, var en dansk godsägare. Hon är känd för sina byggnadsprojekt. Hon var vid kröningen av Kristian IV av Danmark 1596 inblandad i en häxprocess. 
Hon var dotter till Christoffer Gyldenstierne och Anne Parsberg (1515–1587) och gifte sig 1568 med godsägaren och riksrådet Holger Rosenkrantz (1517–1575). Hennes make var en nära medarbetare till Fredrik II av Danmark, och hon umgicks ofta vid hovet under dennes regeringstid även som änka. 
Efter makens död 1575 fick hon ägna sig åt att sköta om den omfattande godsverksamhet han efterlämnat. Hon deltog i det intensiva slottsbyggande som pågick i Danmark i slutet av 1500-talet och är känd för att ha uppfört flera herrgårdsbyggnader. Efter Fredrik II:s död lämnade hon hovet och levde från 1590 på godset Skt. Hans Kloster vid Horsens. 
Gyldenstierne var en centralfigur i Gyldenstierne-sagen: hon utpekades 1596 av några kvinnor som stod åtalade för häxeri för att ha anlitats av henne med uppdrag att förgöra Anna Hardenberg. Hon ställdes dock inte inför rätta för anklagelsen, och kungen medverkade 1598 till en förlikning mellan henne och Hardenbergs make.
Det var hennes son som 1599 dömdes till förvisning för sin relation med Rigborg Brockenhuus.